# Amira Medunjanin
Amira Medunjanin (Sarajevo, 23 april 1972) is een Bosnische zangeres en staatsburger van zowel Bosnië en Herzegovina als Kroatië. Ze wordt gezien als de beste levende vertolker van het Bosnische levenslied, de sevdah, en heeft dit genre gemoderniseerd.

## Loopbaan
Medunjanin zingt de sevdah, het traditionele en melancholieke Bosnische levenslied. Haar eerste album Rosa (2005, Snail Records, geproduceerd door Dragi Šestić) was een eerbetoon aan sevdah in zijn originele vorm. Ze werd op dit album begeleid door de  sevdah-specialisten van Mostar Sevdah Reunion.
Op volgende albums vernieuwde ze de sevdah met verschillende nieuwe invloeden. Op Zumra (2010) creëerde ze een nieuw, hedendaags geluid met behulp van  accordeoniste Merima Kljuco. Daarna werkte ze op enkele albums (waaronder Amulette, 2011) samen met jazzpianist Bojan Zulfikarpasic (Bojan Z). Op Amulette zong Amira niet alleen levensliederen uit Bosnië, maar ook uit Macedonië, Servië en Kosovo. Op Ascending (2018) werkte ze samen met het kamerorkest Trondheim Soloists. Op For Him and Her bracht ze een eerbetoon aan de Servische zanger en songwriter Toma Zdravković en de Bosnische sevdahzangeres Silvana Armenulić.
Medunjanin gaf optredens op onder andere Music Meeting in Nijmegen (2012, toen nog met de artiestennaam Amira), het International Gipsy Festival in Tilburg (2016) en Wonderfeel (2025).

## Samenwerkingen
In 2003, nog voor haar albumdebuut, nam Amira Medunjanin een song op met Mostar Sevdah Reunion voor hun album A Secret Gate.  
In 2013 werkte Medunjanin mee aan het project Balkan - Honey and Blood van Jordi Savall.  
In 2021 werkte ze mee aan het programma alBahr - Mare Nostrum van Cappella Amsterdam. De première was in De Meervaart en daarna waren er concerten in onder andere Muziekgebouw aan 't IJ en op November Music. In oktober 2021 traden Amira Medunjanin en Cappella Amsterdam samen op in het tv-programma Podium Witteman.

## Erkenning en waardering
Amira Medunjanins albums en optredens werden verschillende keren lovend besproken in de pers.   
De Volkskrant schreef over Amira dat ze "de wonderlijke gave bezit om vanaf de allereerste inzet te betoveren". Muziekjournalist Pieter Franssen noemde haar "een spectaculaire sevdah-blueszangeres met een prachtige emotionele stem die tot in de diepste krochten van de ziel door kan dringen". The Guardian noemde haar de "Balkan Billie Holiday", "een van de grote stemmen van haar generatie" en "bijna zeker de beste van Oost-Europa".
In 2017 eindigde Damar op 14 in de Transglobal World Music Chart. In september 2020 stond For Him and Her op 1 in de World Music Charts Europe.

## Discografie
- A Secret Gate (Snail Records, 2003)
- Rosa (Snail Records, 2005)
- Amira Live (2009)
- Zumra (Harmonia Mundi/World Village, 2010)
- Amulette (Harmonia Mundi/World Village, 2011)
- Silk and Stone (Aquarius Records, 2014)
- Damar (World Village, 2016)
- Ascending (Croatia Records, 2018)
- For Him and Her (Croatia Records, 2020)
- Homeland (Virgin Music, 2024)